# Lancia Prisma
Pour les articles homonymes, voir Prisma.
La Lancia Prisma est une voiture berline traditionnelle tricorps fabriquée par le constructeur italien Lancia entre 1982 et 1989.

## Première série
Reposant sur la plateforme générique utilisée par la Fiat Ritmo et la Lancia Delta dont elle dérivait naturellement, la carrosserie de la Lancia Prisma, lancée en décembre 1982, était due au maître carrossier Giorgetto Giugiaro. La Prisma possède une ligne classique et sobre, parfaitement dans le style Lancia et fort appréciée de sa clientèle traditionnelle.
La finition intérieure est, comme toujours chez Lancia, plutôt soignée et raffinée avec un tableau de bord complet. On trouve quelques options comme l'ordinateur de bord et la climatisation automatique.
Le coffre compte parmi les plus vastes de la catégorie, plus de 410 dm3.
La gamme comprend quatre moteurs. Trois à essence de 1,3 litre, 1,5 litre et 1,6 litre ; les deux premiers alimentés par carburateurs dérivés de la série Fiat Ritmo, le troisième dispose de deux arbres à cames en tête avec injection électronique. De plus, un peu spécialement pour le marché français, un diesel 1.9 turbocompressé.

### La gamme Année modèle 1982
- Prisma 1300 - 78 ch,
- Prisma 1500 - 85 ch (aussi en version Automatique à 3 rapports),
- Prisma 1600 - 105 ch.

Le poids global de la voiture était compris entre 950-1000 kg selon la version. Les prestations étaient très correctes même avec la motorisation la plus petite, 33,8 s le km arrêté pour la version 1.3. Le carburateur Weber à double corps qui équipait les moteurs 1.3 et 1.6 conféraient à la Prisma de bonnes reprises.

## Seconde série
En 1986, alors que la Lancia Prisma avait déjà été vendue à plus de 200 000 exemplaires, Lancia présenta la seconde série qui reçut quelques retouches esthétiques et un habitacle revu. La nouvelle série inaugurait également de nouvelles motorisations à injection électronique, normes européennes obligent, un 1.6 i.e. et le 2.0 qui équipait la Prisma 4WD à traction intégrale 4x4.
La face avant changea avec l'adoption d'un nouvel ensemble pare-chocs intégré, la grille de calandre était plus large, les feux arrière étaient redessinés et agrandis. La planche de bord fut redessinée.
En 1988, une version luxueuse très riche en équipements fut lancée, la Prisma LX, équipée du moteur 1.5.
En avril 1989, la Lancia Dedra fit ses débuts et remplaça la Prisma après une production de 386 697 exemplaires.

### La gamme année modèle 1986
L'année 1986 est celle du restylage de la berline Lancia, qui voit l'apparition du 1.6 à deux arbres à cames en tête de 108 ch, avec injection électronique. Ce moteur a été considéré comme le plus élaboré et à l'avant-garde pour l'époque. Il permettait de parcourir le km arrêté en à peine 31,3 secondes et la vitesse maximale de la voiture dépassait les 190 km/h.
Il faut aussi souligner la version 4 roues motrices, la Prisma 2.0 4WD et les versions avec diesel 1.9 d'origine Fiat, développant 92 ch. Ce même moteur équipait également les Fiat Tipo et Fiat Tempra.
- Prisma 1.3 - 78 ch
- Prisma 1.5 - 85 ch
- Prisma 1.6 i.e. - 108 ch
- Prisma 2.0 4WD - 115 ch (début 1987)
- Prisma turbodiesel - 92 ch

## Curiosité
Le président de Fiat, l'Avv. Gianni Agnelli possédait un exemplaire unique de Lancia Prisma, équipé d'un moteur 2.0 Turbo développant, selon ses mécaniciens, au moins 200 ch avec une finition personnalisée de l'habitacle revêtu de cuir Connolly. Deux exemplaires seulement de cette évolution ont été fabriqués. L'autre fut détruit lors d'un accident pendant les essais. Les deux voitures ont été fabriquées et modifiées dans les ateliers Abarth. Gianni Agnelli utilisait cette Lancia pour ses déplacements personnels dans la ville de Turin et pour ne pas se faire remarquer - bien que personne ne pouvait ignorer quand il était au volant vu son style de conduite très rapide - il l'a voulue la plus anonyme possible. Il imposa qu'on ne puisse pas la distinguer avec une Prisma 1.3 de série. Il opta pour la couleur la plus demandée en Italie à cette époque, le bleu diplomatique.
- En mars 2008, un client italien habitant la ville de Marostica, connue pour son échiquier vivant, dans la province de Vicenza, conduit une Lancia Prisma depuis 1988 qui totalise plus de 663 000 km au compteur, avec ses composants d'origine. Une belle démonstration de la fiabilité des produits de la marque et du groupe Fiat[5].

Les ventes de Prisma se sont réparties ainsi : plus de 300 000 Prisma essence vendues entre 1982 et 1989, dont un tiers avec le moteur 1.6 de 108 ch, et environ 80 000 diesel.